# Іранська атака на Ізраїль (жовтень 2024)

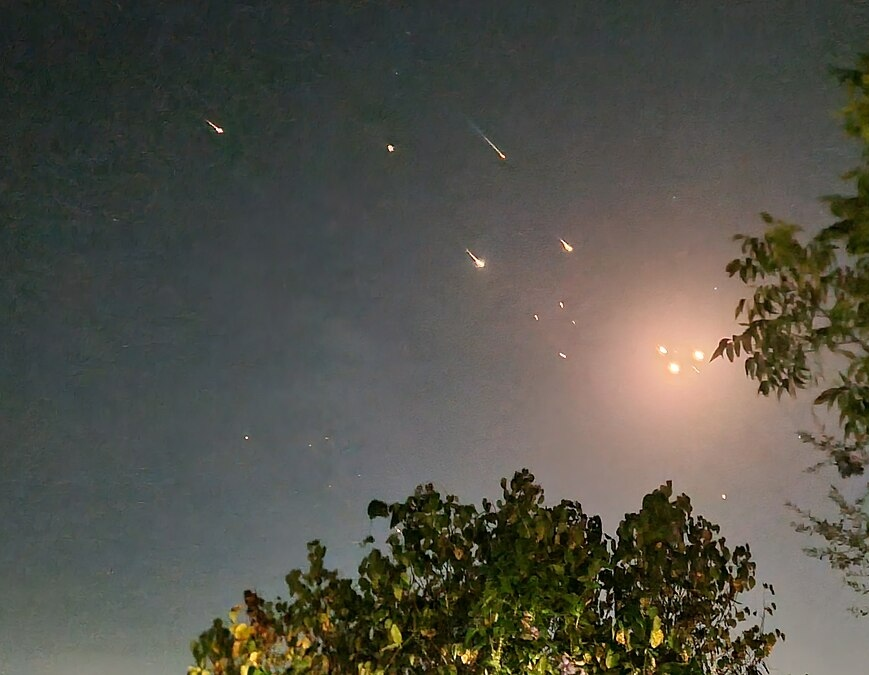
Уламки збитих балістичних ракет в небі над Нижньою Галілеєю

Масовий іранський ракетний удар по Ізраїлю завдано після 19:31 1 жовтня 2024 року. У ході удару, що отримав назву «Операція „Істинна обіцянка 2“», використано близько 200 балістичних ракет, що атакували цілі по всій території Ізраїлю. Перше влучання зафіксовано в будинок у Тель-Авіві. Внаслідок атаки по всій країні пролунала тривога, а аеропорт імені Бен-Гуріона перестав приймати літаки. Згідно з іранською заявою, атаку проведено у відповідь на ліквідацію глави Хезболли Хасана Насралли та лідера Хамаса Ісмаїла Ганії.
Неназваний іранський чиновник заявив агентству Рейтер, що наказ про запуск ракет по Ізраїлю віддав особисто аятола Алі Хаменеї. Газета New York Times з посиланням на джерела заявила, що президента Ірану Масуда Пезешкіяна не поінформували про майбутню ракетну атаку на Ізраїль.
Одна з ракет упала у відкритій місцевості. При ракетній атаці на Тель-Авів постраждали 2 мирні жителі. У місті Єрихон на Західному березі Йордану від іранської ракети загинув палестинський робітник із сектора Газа.
Декілька ракет (або їх уламків) впали на території авіабази «Неватим», 3 жовтня агентство Associated Press опублікувало супутникові знімки, надані компанією Planet Labs, які свідчать, що невеликої шкоди завдано допоміжним спорудам, проте бойові літаки, що базуються там, не постраждали.